# Belgian International 2009
Die Belgian International 2009 im Badminton fanden vom 3. bis zum 6. September 2009 in Mechelen statt. Der Referee war Marcel Schormans aus den Niederlanden. Das Preisgeld betrug 15.000 US-Dollar, wodurch das Turnier in das BWF-Level 4A eingeordnet wurde.

## Austragungsort
- Sportcentrum De Nekker Mechelen, Nekkerspoelborcht 19

## Finalergebnisse
| Disziplin    | Sieger                           | Finalist                       | Ergebnis          |
| ------------ | -------------------------------- | ------------------------------ | ----------------- |
| Herreneinzel | Marc Zwiebler                    | Christian Lind Thomsen         | 21:13 16:21 21:15 |
| Dameneinzel  | Yao Jie                          | Misaki Matsutomo               | 21:14 14:21 21:16 |
| Herrendoppel | Ruud Bosch Koen Ridder           | Marcus Ellis Peter Mills       | 30:28 21:12       |
| Damendoppel  | Misaki Matsutomo Ayaka Takahashi | Emma Mason Samantha Ward       | 21:8 18:21 21:13  |
| Mixed        | Marcus Ellis Heather Olver       | Wouter Claes Nathalie Descamps | 21:9 25:23        |